# Дребах
Дребах (нем. Drebach) — община в Германии, в земле Саксония. Подчиняется дирекционному округу Хемниц и входит в состав района Рудные Горы. Подрахделяется на 8 районов.
На конец 2018 года население составило 5117 человек. Занимает площадь 32,87 км².
Первое упоминание относится к 1386 году.

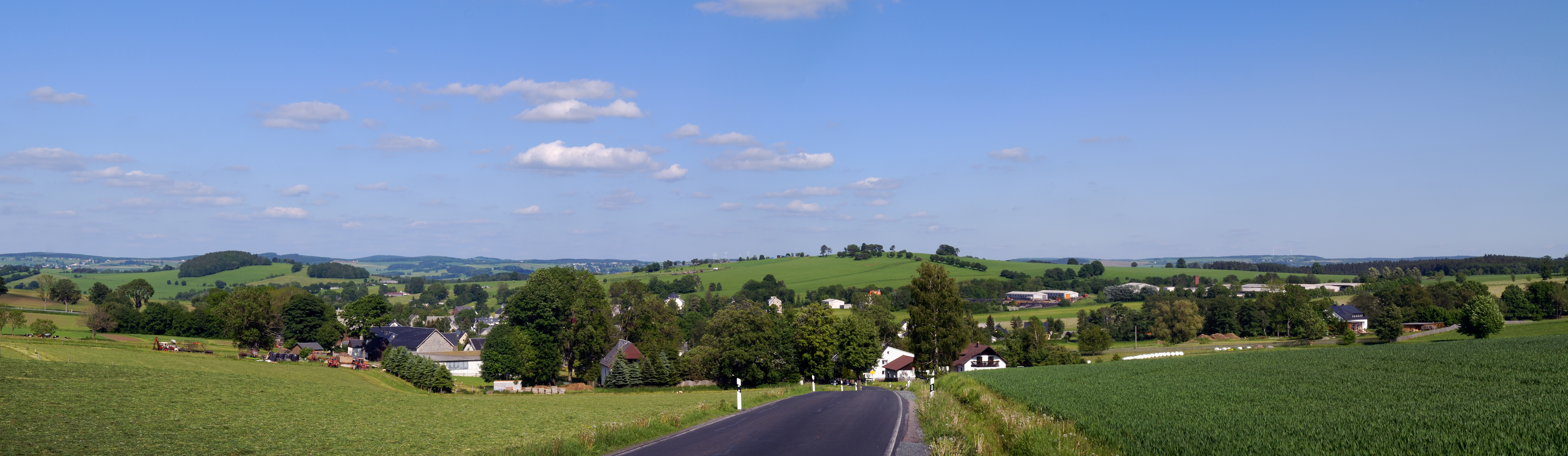
Общий вид на Дребах
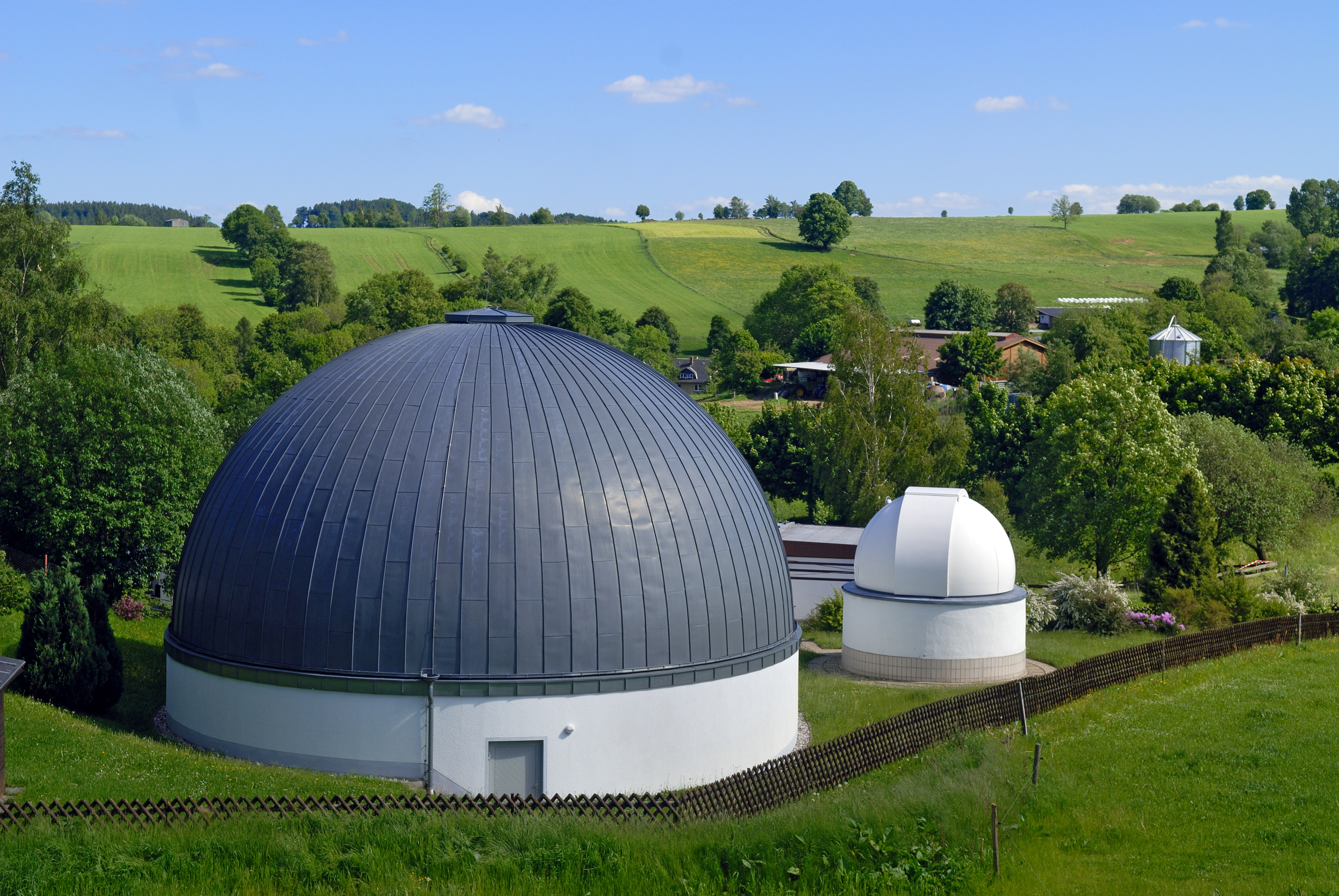
Обсерватория и планетарий в Дребахе
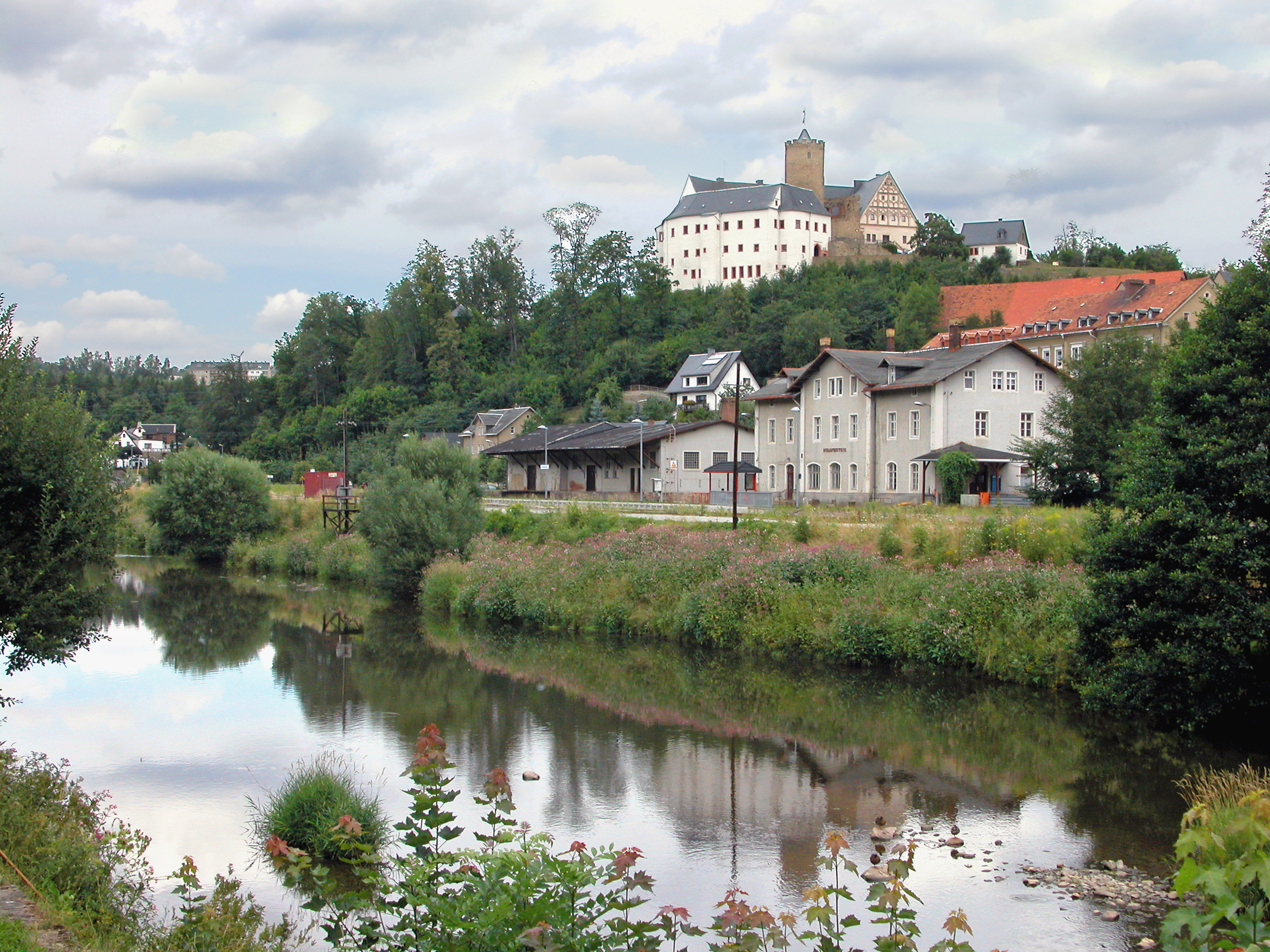
Вокзал и замок в Шарфенштайне